# Эюп (канатная дорога)

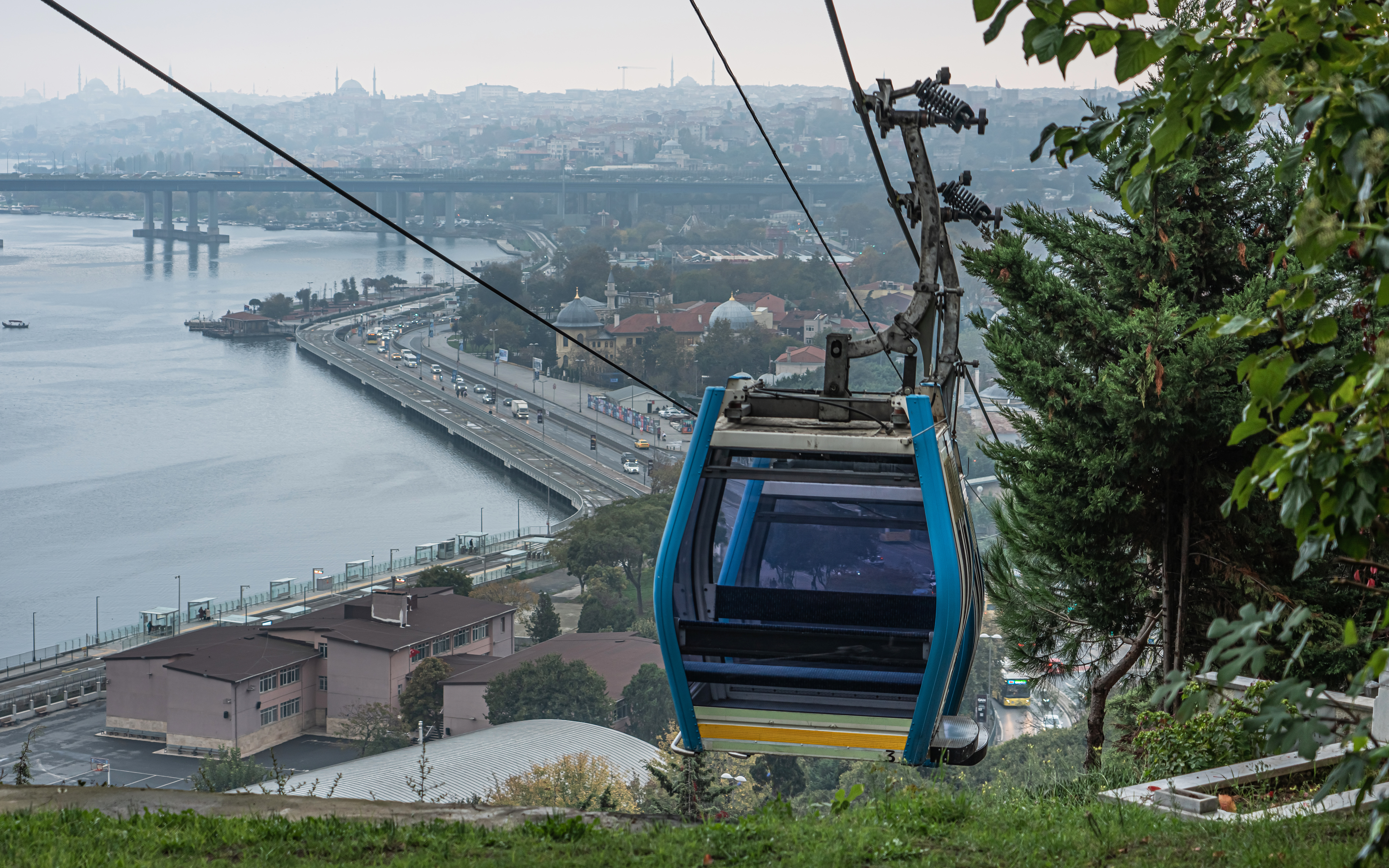

Канатная дорога Эюп, также известная как Канатная дорога TF2 Эюп — Пьер Лоти (тур. TF2 Eyüp–Piyerloti teleferik hattı) — канатная дорога, которая соединяет холмы Пьер Лоти и Еюп на побережье Золотого Рога в Стамбуле. Открыта 30 ноября 2005 года, длиной 384 метра. Имеет обозначение линия Tf2 «Стамбульской транспортной компании».

## Техническая характеристика
- Длина линии: 384 м
- Количество станций: 2
- Количество кабин: 4
- Продолжительность поездки: 2.75 минут
- Часы работы: 8:00 — 23:00 (летом), 8:00 — 22:00 (зимой)
- Ежедневный пассажирооборот: 4000 человек
- Количество ежедневных поездок: 200
- Интервал: Каждые 5 минут в часы пик
- Коммерческая скорость: 4 м/с
- Грузоподъемность на одну кабину (8 человек): 650 кг
- Количество пассажиров: 576 пассажиров ежечасно
- Продолжительность поездки: 165 секунд
- Среднее количество поездок в час: 18
- Стоимость проезда: ₺ 1.95 (оплата через Istanbulkart)

## Ресурсы Интернета
- Eyüp-Piyerloti Aerial Cable Car Line Архивная копия от 15 апреля 2016 на Wayback Machine
- Телеферик в Стамбуле _ Teleferik в Стамбуле